# Blue Lagoon (cocktail)
Pour les articles homonymes, voir Blue Lagoon.
 (juillet 2017).
Le Blue Lagoon est un cocktail à base de vodka, de curaçao bleu et de jus de citron.
Il est aussi appelé le « lagon bleu » par sa traduction. Il est créé par Andy MacElhone (le fils de Harry, fondateur du Harry's New York Bar et inventeur du White Lady) au Harry's New York Bar à Paris, en 1960. 
Au moment de l'apparition du curaçao bleu sur le marché des liqueurs, il a voulu rendre hommage à son père en réalisant une variante du White Lady, en remplaçant le triple sec par du curaçao (qui est aussi un triple sec) et le gin par la vodka.

## Composition et préparation
Un Blue Lagoon se compose de vodka, de curaçao bleu, et de jus de citron. Il est généralement servi avec de la glace pilée,,.
- 5 cl de vodka
- 3 cl de curaçao bleu
- 2 cl de jus de citron

Les ingrédients sont mélangés à l'aide d'un shaker. La boisson est servie dans un verre à cocktail.
Des déclinaisons existent, en remplaçant le jus de citron par du jus d'orange ou de citron vert.